# No Man’s Heath (Cheshire)
No Man’s Heath – wieś w Anglii, w hrabstwie ceremonialnym Cheshire, w dystrykcie (unitary authority) Cheshire West and Chester. Leży 22 km na południowy wschód od miasta Chester i 245 km na północny zachód od Londynu.